# 1849 a tudományban
Az 1849. év a tudományban és a technikában.

## Események
- William Thomson brit mérnök, matematikus bevezeti a termodinamika fogalmát[1]
- Hippolyte Fizeau francia fizikus csak földi tárgyakat használva elsőként méri meg a fény sebességét
- november 20. – Pest és Buda között felavatják a Széchenyi lánchídat, az első állandó hidat a magyarországi Duna-szakaszon

## Születések
- február 18. – Jérôme Eugène Coggia francia csillagász († 1919)
- április 25. – Felix Christian Klein német matematikus († 1925)
- május 30. – Fabinyi Rudolf magyar vegyész, tudományszervező, a Vegytani Lapok, az első magyar nyelvű kémiai folyóirat alapítója († 1920)
- július 25. – Richard Lydekker angol zoológus, geológus és természetíró († 1915)
- szeptember 14. – Ivan Petrovics Pavlov orosz fiziológus, pszichológus, belgyógyász. Nevéhez fűződik a feltételes reflex működésének leírása († 1936)
- október 26. – Ferdinand Georg Frobenius német matematikus († 1917)
- december 16. – Kőnig Gyula magyar matematikus († 1913 )

## Halálozások
- március 28. Stephan Ladislaus Endlicher osztrák botanikus, Kelet-kutató (* 1804)
- december 12. – Marc Isambard Brunel francia származású mérnök   (* 1769)